# Élections fédérales mexicaines de 2024
Les élections fédérales des États-Unis mexicains de 2024 comprennent :
- l'élection du président, pour un mandat de six ans non renouvelable, qui succèdera à Andrés Manuel López Obrador,
- les élections législatives renouvelant les deux chambres du Congrès de l'Union :
  - d'une part les élections sénatoriales, renouvelant les 128 sièges du Sénat de la République pour six ans,
  - d'autre part, les élections législatives, renouvelant les 500 sièges de la Chambre des députés pour trois ans,
- les élections étatiques renouvelant les gouverneurs dans 8 des 31 États, ainsi que le chef du gouvernement de Mexico, et les députés de 30 des 31 congrès étatiques, ainsi que celui de la capitale Mexico.
- les élections municipales, portant à plus de 18 000 le nombre de mandats à pourvoir.

L'Institut national électoral est chargé de superviser le bon déroulement des différents scrutins, dont les opérations électorales commencent le 30 mars. Les nouvelles chambres législatives prendront leurs fonctions le 1er septembre, et l'exécutif le 1er octobre.
La coalition menée par le parti du président sortant, le Mouvement de régénération nationale (MORENA), sort largement victorieuse des différents scrutins. Sa candidate à la présidentielle, Claudia Sheinbaum, l'emporte avec plus de 61 % des voix et devient ainsi la première femme à être élue à cette fonction dans le pays, tandis que la coalition accroit sa majorité absolue des sièges dans les deux chambres du parlement.

## Contexte

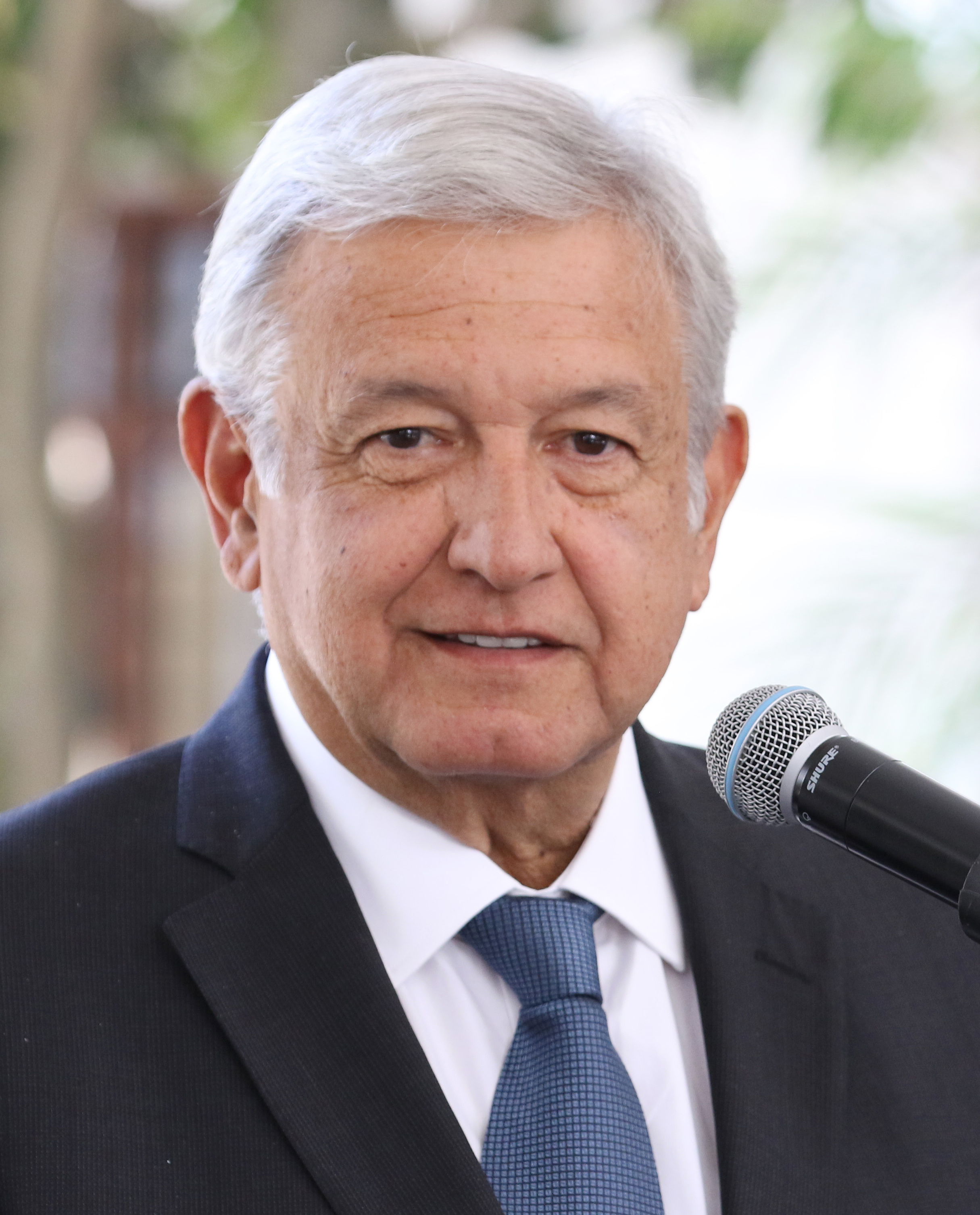
Andrés Manuel López Obrador

Les précédentes élections en 2018 mènent à une alternance avec la victoire de la coalition menée par le Mouvement de régénération nationale (MORENA), qui remporte la majorité dans les deux chambres du Congrès, et dont le candidat à la présidence, Andrés Manuel López Obrador, est élu avec 53 % des voix. Ce dernier l'emporte face à quatre autres candidats, dont notamment Ricardo Anaya, du Parti action nationale (PAN), et José Antonio Meade, du Parti révolutionnaire institutionnel (PRI) du président sortant Enrique Peña Nieto. La campagne, entachée de violences, détient le triste record du nombre de victimes politiques lors d'un scrutin mexicain, avec une estimation d'« au moins 145 assassinats d’hommes politiques — dont quarante-huit candidats ou pré-candidats ». C'est la première fois depuis 1928 que la présidence n'est pas exercée par le PRI ou le PAN. La coalition du MORENA se maintient lors des élections de mi-mandat en 2021, malgré un recul qui lui fait perdre sa majorité qualifiée des deux tiers.
La constitution ne permettant pas au président d'exercer plus d'un mandat, Andrés Manuel López Obrador n'est pas candidat à sa réélection en 2024. Le MORENA soutient la candidature à sa succession de Claudia Sheinbaum, tandis que le PAN et le PRI forment une coalition commune pour soutenir la candidature de Xóchitl Gálvez. Le Mouvement citoyen (MC) propose quant à lui celle de Jorge Álvarez Máynez.
Selon divers observateurs indépendants, ces élections seraient les plus violentes de l'histoire du Mexique,. Au 31 mai 2024 au moins 31 candidats a divers postes ont été exécutés, 38 selon d'autres sources.

## Modes de scrutin
Le président du Mexique est élu au scrutin uninominal majoritaire à un tour pour un mandat de six ans non renouvelable.
Le Congrès de l'Union est un parlement bicaméral. Sa chambre basse, la Chambre des députés, est dotée de 500 députés élus pour trois ans selon un mode de scrutin parallèle. 300 sièges sont à pourvoir au scrutin uninominal majoritaire à un tour dans autant de circonscriptions électorales tandis que les 200 restants le sont au scrutin proportionnel plurinominal à liste bloqué. Après décompte des suffrages dans les cinq circonscriptions régionales les sièges répartis à la proportionnelle le sont sans seuil électoral, mais en prenant en compte les résultats du scrutin majoritaire pour en ajuster la répartition de manière qu'aucun parti ne remporte au total plus de 300 sièges, ce seuil étant néanmoins porté à 315 si le parti a recueilli plus de 60 % des suffrages.
La chambre haute, le Sénat de la République, est quant à elle dotée de 128 sénateurs élus pour six ans selon un mode de scrutin parallèle similaire en principe à celui de la chambre basse, mais selon des modalités différentes. 96 sont à pourvoir au scrutin majoritaire binominal dans trente-deux circonscriptions de trois sièges chacune correspondants aux États du Mexique plus le district fédéral de la capitale Mexico. Les partis présentent un binôme de candidats dans chacune d'elles, et sont élus sénateurs le binôme ayant recueilli le plus de voix dans sa circonscription ainsi que l'un des membres du binôme arrivés en deuxième position, dit sénateur minoritaire. Enfin, les 32 sièges restants sont élus au scrutin proportionnel plurinominal à liste bloquées.
Le vote anticipé pour les électeurs handicapés ou à mobilité physique limitée a lieu du 6 au 20 mai, avant le vote en présentiel du reste de la population le 2 juin,.

## Campagne
La candidate du parti au pouvoir, le Mouvement de régénération nationale (Morena), est Claudia Sheinbaum. Cette scientifique de 61 ans a été autrice du Groupe d'experts intergouvernemental sur l'évolution du climat (GIEC) en tant que spécialiste de l’efficacité énergétique et maire de Mexico de 2018 à 2023.
Elle revendique l'héritage du président sortant Andrés Manuel López Obrador, qui achève son mandat avec une popularité de 56 % . Elle a promis d’augmenter encore les aides sociales et le salaire minimum, de renforcer les entreprises publiques énergétiques (pétrole et électricité) et de poursuivre les constructions d’infrastructures, notamment ferroviaires, lancées par le président sortant. Elle a consacré une large part de son programme à l’environnement : restauration des ressources aquatiques et forestières, interdiction de la fracturation hydraulique et des OGM, fin des concessions minières à ciel ouvert. Elle se distingue cependant de son mentor sur la place de l'armée, que celui-ci avait beaucoup fait intervenir pour tenter, sans succès, de réduire la criminalité, ainsi que sur le féminisme, revendiquant notamment le droit à l'avortement.
L'opposition (Parti action nationale, Parti révolutionnaire institutionnel et Parti de la révolution démocratique) s'est unie derrière la candidature de Xóchitl Gálvez, 60 ans, sénatrice et ancienne maire de Miguel Hidalgo. Celle-ci propose une meilleure attention de la justice envers les victimes, l'appui du gouvernement aux petites et moyennes entreprises, la promotion des énergies renouvelables , et dénonce la place du président sortant dans la campagne électorale, accusant sa rivale Claudia Sheinbaum de n’être qu'une marionnette. Elle insiste notamment sur le thème de la sécurité et s'est engagée à ne pas éliminer les programmes sociaux mis en place par l'actuel gouvernement.
Le député centriste Jorge Álvarez Máynez est candidat pour le Mouvement citoyen.

## Sondages

Diagramme lissé des sondages

### Forces en présence
| Alliances | Alliances                          | Partis                                     | Partis                                                           | Positionnement                                                     | Candidat                   | Résultats précédents | Résultats précédents |
| Alliances | Alliances                          | Partis                                     | Partis                                                           | Positionnement                                                     | Candidat                   | CdD                  | Sénat                |
| --------- | ---------------------------------- | ------------------------------------------ | ---------------------------------------------------------------- | ------------------------------------------------------------------ | -------------------------- | -------------------- | -------------------- |
|           | Continuons de faire l'histoire     |                                            | Mouvement de régénération nationale (MORENA)                     | Gauche Populisme de gauche, nationalisme de gauche                 | Claudia Sheinbaum (MORENA) | 35,30% 198 sièges    | 39,14% 55 sièges     |
|           | Continuons de faire l'histoire     | Parti vert écologiste du Mexique (PVEM)    | Centre gauche Politique écologique                               | 5,62% 43 sièges                                                    | Claudia Sheinbaum (MORENA) | 4,65% 7 sièges       |                      |
|           | Continuons de faire l'histoire     | Parti du travail (PT)                      | Gauche à extrême gauche Socialisme démocratique, anticapitalisme | 3,36% 37 sièges                                                    | Claudia Sheinbaum (MORENA) | 3,98% 6 sièges       |                      |
|           | Force et cœur pour le Mexique (es) |                                            | Parti action nationale (PAN)                                     | Centre droit à droite Libéral-conservatisme, démocratie chrétienne | Xóchitl Gálvez (Ind.)      | 18,89% 114 sièges    | 18,36% 23 sièges     |
|           | Force et cœur pour le Mexique (es) | Parti révolutionnaire institutionnel (PRI) | Centre droit Néolibéralisme, technocratie                        | 18,35% 70 sièges                                                   | Xóchitl Gálvez (Ind.)      | 16,59% 13 sièges     |                      |
|           | Force et cœur pour le Mexique (es) | Parti de la révolution démocratique (PRD)  | Centre gauche Social-démocratie, socialisme démocratique         | 3,78% 15 sièges                                                    | Xóchitl Gálvez (Ind.)      | 5,49% 8 sièges       |                      |
|           | Mouvement citoyen (MC)             | Mouvement citoyen (MC)                     | Mouvement citoyen (MC)                                           | Centre gauche Social-démocratie, progressisme                      | Jorge Álvarez Máynez (es)  | 7,27% 23 sièges      | 4,89% 7 sièges       |

## Résultats

### Présidentielle
|                        | Claudia Sheinbaum         | Continuons de faire l'histoire     | 35 924 519 | 61,27 |  |  |
|                        | Xóchitl Gálvez            | Force et cœur pour le Mexique (es) | 16 502 697 | 28,15 |  |  |
|                        | Jorge Álvarez Máynez (es) | Mouvement citoyen                  | 6 204 710  | 10,58 |  |  |
|                        |                           |                                    |            |       |  |  |
| Suffrages exprimés     | Suffrages exprimés        | Suffrages exprimés                 | 58 631 926 | 97,53 |  |  |
| Votes nuls             | Votes nuls                | Votes nuls                         | 1 483 258  | 2,47  |  |  |
| Total                  | Total                     | Total                              | 60 115 184 | 100   |  |  |
| Abstention             | Abstention                | Abstention                         | 38 353 810 | 38,95 |  |  |
| Inscrits/Participation | Inscrits/Participation    | Inscrits/Participation             | 98 468 994 | 61,05 |  |  |

### Législatives
|                                                |                                                |                        |                  |                  |                  |                  |            |        |        |        |              |               |  |  |
| Partis et coalitions                           | Partis et coalitions                           | Partis et coalitions   | Circonscriptions | Circonscriptions | Circonscriptions | Circonscriptions | Listes     | Listes | Listes | Listes | Total sièges | +/-           |  |  |
| Partis et coalitions                           | Partis et coalitions                           | Partis et coalitions   | Votes            | %                | Sièges           | +/-              | Votes      | %      | +/-    | Sièges | Total sièges | +/-           |  |  |
|                                                |                                                |                        |                  |                  |                  |                  |            |        |        |        |              |               |  |  |
|                                                | Mouvement de régénération nationale (MORENA)   | 3 686 979              | 6,49             | 37               | 27               | 24 286 317       | 42,44      | 7,14   | 75     | 236    | 38           |               |  |  |
|                                                | Parti vert écologiste du Mexique (PVEM)        | 676 092                | 1,19             | 0                | 1                | 4 993 988        | 8,73       | 3,11   | 20     | 77     | 34           |               |  |  |
|                                                | Parti du travail (PT)                          | 507 604                | 0,89             | 0                | en stagnation    | 3 254 718        | 5,69       | 2,33   | 13     | 51     | 14           |               |  |  |
|                                                | Candidats communs MORENA-PT-PVEM               | 27 446 014             | 48,30            | 219              | 101              |                  |            |        |        |        |              |               |  |  |
| Total coalition Continuons de faire l'histoire | Total coalition Continuons de faire l'histoire | 32 316 689             | 56,87            | 256              | 73               | 32 535 023       | 56,85      | 12,57  | 108    | 364    | 86           |               |  |  |
|                                                |                                                |                        |                  |                  |                  |                  |            |        |        |        |              |               |  |  |
|                                                | Parti action nationale (PAN)                   | 372 670                | 0,66             | 3                | 30               | 10 049 375       | 17,56      | 1,33   | 40     | 72     | 42           |               |  |  |
|                                                | Parti révolutionnaire institutionnel (PRI)     | 101 574                | 0,18             | 0                | 11               | 6 623 796        | 11,57      | 6,78   | 26     | 35     | 35           |               |  |  |
|                                                | Parti de la révolution démocratique (PRD)      | 20 374                 | 0,04             | 0                | en stagnation    | 1 449 660        | 2,53       | 1,25   | 0      | 1      | 14           |               |  |  |
|                                                | Candidats communs PAN-PRI-PRD                  | 17 493 425             | 30,79            | 39               | 27               |                  |            |        |        |        |              |               |  |  |
| Total coalition Force et cœur pour le Mexique  | Total coalition Force et cœur pour le Mexique  | 17 988 043             | 31,66            | 42               | 68               | 18 122 831       | 31,67      | 9,35   | 66     | 108    | 91           |               |  |  |
|                                                | Mouvement citoyen (MC)                         | Mouvement citoyen (MC) | 6 446 537        | 11,34            | 1                | 6                | 6 497 404  | 11,35  | 4,08   | 26     | 27           | 4             |  |  |
|                                                | Indépendants                                   | Indépendants           | 72 012           | 0,13             | 1                | –                | 72 012     | 0,13   | –      | 0      | 1            | 1             |  |  |
|                                                |                                                |                        |                  |                  |                  |                  |            |        |        |        |              |               |  |  |
| Votes valides                                  | Votes valides                                  | Votes valides          | 56 823 281       | 96,25            |                  |                  | 57 227 270 | 96,24  |        |        |              |               |  |  |
| Votes blancs et nuls                           | Votes blancs et nuls                           | Votes blancs et nuls   | 2 211 042        | 3,74             | 2 239 198        | 3,76             |            |        |        |        |              |               |  |  |
| Total                                          | Total                                          | Total                  | 59 034 323       | 100              | 300              | en stagnation    | 59 466 468 | 100    | –      | 200    | 500          | en stagnation |  |  |
| Abstentions                                    | Abstentions                                    | Abstentions            | 38 747 821       | 39,45            |                  |                  | 38 863 123 | 39,52  |        |        |              |               |  |  |
| Inscrits/Participation                         | Inscrits/Participation                         | Inscrits/Participation | 98 329 591       | 60,55            | 98 329 591       | 60,48            |            |        |        |        |              |               |  |  |

### Sénatoriales
|                                                |                                                |                        |                  |                  |                  |                  |            |        |        |        |              |               |  |  |
| Partis et coalitions                           | Partis et coalitions                           | Partis et coalitions   | Circonscriptions | Circonscriptions | Circonscriptions | Circonscriptions | Listes     | Listes | Listes | Listes | Total sièges | +/-           |  |  |
| Partis et coalitions                           | Partis et coalitions                           | Partis et coalitions   | Votes            | %                | Sièges           | +/-              | Votes      | %      | +/-    | Sièges | Total sièges | +/-           |  |  |
|                                                |                                                |                        |                  |                  |                  |                  |            |        |        |        |              |               |  |  |
|                                                | Mouvement de régénération nationale (MORENA)   | 7 526 453              | 13,20            | 21               | 19               | 24 484 943       | 42,52      | 3,38   | 14     | 60     | 5            |               |  |  |
|                                                | Parti vert écologiste du Mexique (PVEM)        | 2 298 726              | 4,03             | 4                | 4                | 5 357 959        | 9,30       | 4,65   | 3      | 14     | 7            |               |  |  |
|                                                | Parti du travail (PT)                          | 1 215 172              | 2,13             | 0                | en stagnation    | 3 214 708        | 5,58       | 1,60   | 2      | 9      | 3            |               |  |  |
|                                                | Candidats communs MORENA-PT-PVEM               | 21 731 737             | 38,11            | 39               | 14               |                  |            |        |        |        |              |               |  |  |
| Total coalition Continuons de faire l'histoire | Total coalition Continuons de faire l'histoire | 32 772 088             | 57,48            | 64               | 9                | 33 057 610       | 57,40      | 11,84  | 19     | 83     | 14           |               |  |  |
|                                                |                                                |                        |                  |                  |                  |                  |            |        |        |        |              |               |  |  |
|                                                | Parti action nationale (PAN)                   | 1 148 920              | 2,01             | 1                | en stagnation    | 10 107 537       | 17,55      | 0,81   | 6      | 22     | 1            |               |  |  |
|                                                | Parti révolutionnaire institutionnel (PRI)     | 316 636                | 0,55             | 0                | en stagnation    | 6 530 305        | 11,34      | 5,25   | 4      | 16     | 3            |               |  |  |
|                                                | Parti de la révolution démocratique (PRD)      | 76 082                 | 0,13             | 0                | en stagnation    | 1 363 012        | 2,37       | 3,12   | 0      | 2      | 6            |               |  |  |
|                                                | Candidats communs PAN-PRI-PRD                  | 16 244 373             | 28,49            | 29               | Nv.              |                  |            |        |        |        |              |               |  |  |
| Total coalition Force et cœur pour le Mexique  | Total coalition Force et cœur pour le Mexique  | 17 786 011             | 31,19            | 30               | 30               | 18 000 854       | 31,26      | 9,18   | 10     | 40     | 4            |               |  |  |
|                                                | Mouvement citoyen (MC)                         | Mouvement citoyen (MC) | 6 460 220        | 11,33            | 2                | en stagnation    | 6 528 238  | 11,34  | 6,45   | 3      | 5            | 2             |  |  |
|                                                |                                                |                        |                  |                  |                  |                  |            |        |        |        |              |               |  |  |
| Votes valides                                  | Votes valides                                  | Votes valides          | 57 018 319       | 96,01            |                  |                  | 57 586 702 | 95,97  |        |        |              |               |  |  |
| Votes blancs et nuls                           | Votes blancs et nuls                           | Votes blancs et nuls   | 2 372 972        | 3,99             | 2 417 024        | 4,03             |            |        |        |        |              |               |  |  |
| Total                                          | Total                                          | Total                  | 59 391 291       | 100              | 96               | en stagnation    | 60 003 726 | 100    | –      | 32     | 128          | en stagnation |  |  |
| Abstentions                                    | Abstentions                                    | Abstentions            | 38 938 300       | 39,60            |                  |                  | 38 325 865 | 38,98  |        |        |              |               |  |  |
| Inscrits/Participation                         | Inscrits/Participation                         | Inscrits/Participation | 98 329 591       | 60,40            | 98 329 591       | 61,02            |            |        |        |        |              |               |  |  |

### Élections étatiques
31 États renouvellent leur parlement local pour un mandat de 3 ans, et 9 d'entre eux leur gouverneur pour un mandat de 6 ans.
La coalition de la nouvelle présidente Claudia Sheinbaum confirme sa victoire aux élections fédérales en accroissant ses gains dans les États mexicains. Les pertes enregistrées lors du dernier scrutin législatif sont effacées (perte de 5 congrès locaux, perte de majorité absolue dans 2 d'entre eux), et font même des gains. La coalition Continuons de faire l'histoire, au pouvoir à Mexico, détient maintenant le contrôle de 24 États sur 32 (gouverneur et congrès local), auxquels s'ajoutent les assemblées de 4 autres. Seuls 5 États restent entièrement aux mains de l'opposition.

## Analyse et conséquences

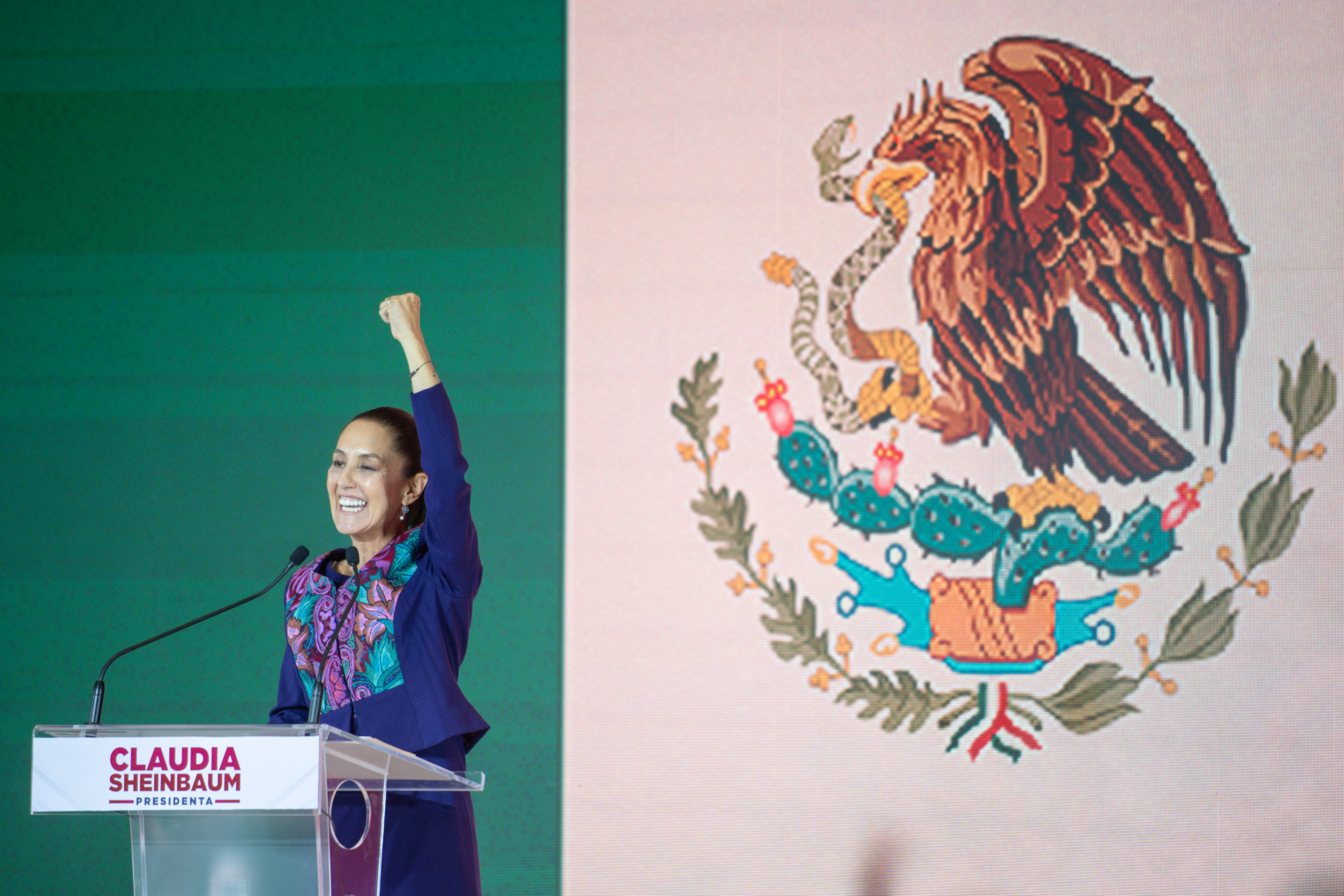
Claudia Sheinbaum prononçant son discours après sa victoire, le 3 juin 2024.

Le scrutin est une victoire écrasante pour la coalition menée par le Mouvement de régénération nationale (MORENA) du gouvernement sortant, qui conserve et accroit même la majorité absolue des sièges qu'elle détenait dans les deux chambres du Congrès de l'Union.
Sa candidate à la présidentielle, Claudia Sheinbaum, l'emporte quant à elle avec plus de 61 % des voix. Elle devient ainsi la première femme à être élue à la présidence du Mexique,.